# Чорно-коричневий (коктейль)
Чорно-коричневий або Чорний з коричневим (англ. Black and Tan) — пивний коктейль, який готують шляхом нашарування світлого пива (зазвичай, блідого елю) та темного пива (зазвичай, стауту). В Чехії має назву «різане пиво» (чеськ. Řezané pivo).

## Історія
Найімовірніше, термін започаткували в Англії, де споживачі змішували різні пива щонайменше з 17 століття. Слово «чорно-коричневий» колись вживали для опису кольору кожуха собак. Найдавнішим задокументованим випадком вжитку цього терміна в контексті напою, згідно з Оксфордським словником, є згадка в американському виданні Puck у 1881 році. У 1889 році вперше письмово засвідчили використання цієї назви як напою у Великій Британії.

## Приготування
Нашарування пива Guinness поверх блідого елю чи лагеру є можливим через нижчу відносну густину першого. Зворотній порядок таких шарів, де верхній шар є важчим за нижній, призвів би до явища з механіки рідин, відомого як нестійкість Релея—Тейлора.
Щоб приготувати чорно-коричневий, наповніть кухоль до половини блідим елем, а тоді долийте стаут. Верхній шар найкраще лити повільно й поверх вигнутого боку столової ложки, аби запобігти розливанню чи змішуванню шарів. Спеціально створена для цього коктейлю ложка має вигин посередині, що дозволяє їй краще балансувати на вінцях півлітрового келиха. Згідно іншого варіанту, можна налити спочатку стаут, щоб два напої ретельно перемішались.
На даний час[коли?] кілька американських броварень виробляють попередньо змішаний чорно-коричневий, як, для прикладу, Original Black and Tan марки Yuengling.

## Дискусія
В Ірландії суміш двох пив називають не чорно-коричневим, а пів-на-пів (англ. half and half). Безумовно, напій має проблеми зі своїм образом в Ірландії через асоціації з Королівським Ірландським військом спеціального резерву (англ. Royal Irish Constabulary Reserve Force) або чорно-коричневими (ірл. Dúchrónaigh, англ. Black and Tans), які було послано в Ірландію у 1920 роках. Внаслідок цього, в Ірландії цю назву вважають суперечливою та зневажливою.